# Beaumont (motorfiets)
Beaumont is een Brits historisch merk van motorfietsen.
De bedrijfsnaam was: Beaumont Motors (Leeds) Ltd., Cleopatra Works, Harehills, Leeds.
De gebroeders Beamont begonnen in 1919 of 1920 met de productie van motorfietsen met 269cc-Wall-tweetaktmotoren en 346cc-Blackburne-zijkleppers. Monty Beamont wilde ook motorfietsen gaan maken met de Redrup Radial-stermotor, maar kwam niet verder dan de ontwerpen. Wel werd in 1922 een 348cc-tweetaktmodel uitgebracht, maar in dat jaar eindigde de productie.